# Kobushi Sono Ichi
Albums de Kobushi Factory
TBA
Singles
1. Nen ni wa Nen / Survivor
Sortie : 26 mars 2015
2. Dosukoi! Kenkyo ni Daitan / Ramen Daisuki Koizumi-san no Uta / (...)
Sortie : 2 septembre 2015
3. Sakura Night Fever / Chotto Guchoku ni! Chototsu Mōshin / Osu! Kobushi Tamashii
Sortie : 17 février 2016
4. Samba! Kobushi Janeiro / Bacchikoi Seishun! / Ora wa Ninkimono
Sortie : 27 juillet 2016

Kobushi Sono Ichi (辛夷其ノ壱) est le premier album studio du groupe japonais Kobushi Factory sorti en 2016.

## Détails de l'album
Après la formation du groupe en janvier 2016, ce dernier marque ses débuts avec ce premier album studio qui sort le 30 novembre 2016 sur le label Zetima au Japon en trois éditions : une régulière (CD1 seulement) et deux limitées notées Type A (CD1+DVD) et Type B (2CD).
Celui-ci atteint la première place du classement hebdomadaire des ventes de l'Oricon et s'y maintient pendant sept semaines,,.
Cet album l'un des premiers du Hello! Project à ne pas être produits partiellement ou totalement par le fondateur Tsunku (les précédents étant généralement vendus avec la mention produced by Tsunku sur leurs pochettes).
Cet album contient, dans le CD original, 17 titres au total, soient de nouvelles chansons et celles sorties auparavant en single, telles que : Nen ni wa Nen / Survivor (sorti en indépendant en 2015), Dosukoi! Kenkyo ni Daitan / Ramen Daisuki Koizumi-san no Uta / (...) (sorti en 2015), Sakura Night Fever / Chotto Guchoku ni! Chototsu Mōshin / Osu! Kobushi Tamashii et Samba! Kobushi Janeiro / Bacchikoi Seishun! / Ora wa Ninkimono (sortis en 2016).
Le deuxième CD de l'édition limitée B contient des reprises d'autres groupes d'idoles du Hello! Project tels que Morning Musume, Melon Kinenbi, Berryz Kōbō et les °C-ute.
Le DVD contiendra une vidéo d'un concert de Kobushi Factory qui s'est tenu en été 2016 au Otodama Sea Studio.
C'est le seul album du groupe enregistré avec Rio Fujii, qui quittera le groupe et Hello! Project en juillet 2017 pour violation de son contrat ; son départ étant prévu à l'origine en septembre suivant,.

## Formation
Membres créditées dans l'album : 
- Ayaka Hirose
- Rio Fujii
- Minami Nomura
- Rena Ogawa
- Ayano Hamaura
- Natsumi Taguchi
- Sakurako Wada
- Rei Inoue

## Listes des titres
| 1.  | Isogaba Maware (急がば回れ)                                   |                               |  |
| 2.  | Dosukoi! Kenkyo ni Daitan (ドスコイ!ケンキョにダイタン)       | co-face A du 1er single major |  |
| 3.  | Chotto Guchoku ni! Chototsu Mōshin (チョット愚直に!猪突猛進)  | co-face A du 2e single major  |  |
| 4.  | Nen ni wa Nen (念には念)                                      | co-face A du 1er single indie |  |
| 5.  | Mijiku Hanjuku Torotoro (未熟半熟トロトロ)                    |                               |  |
| 6.  | Ramen Daisuki Koizumi-san no Uta (ラーメン大好き小泉さんの唄) | co-face A du 1er single       |  |
| 7.  | Kenmei Blues (懸命ブルース)                                   |                               |  |
| 8.  | Bacchikoi Seishun! (バッチ来い青春!)                          | co-face A du 3e single        |  |
| 9.  | Zanshin (残心)                                                |                               |  |
| 10. | Survivor (サバイバー)                                         | co-faee A du 1er single indie |  |
| 11. | Samba! Kobushi Janeiro (サンバ!こぶしジャネイロ)              | co-face A du 3e single major  |  |
| 12. | TEKI                                                          |                               |  |
| 13. | Osu! Kobushi Tamashii (押忍!こぶし魂)                         | co-face A du 2e single major  |  |
| 14. | Ora wa Ninkimono (オラはにんきもの)                           | co-face A du 3e single major  |  |
| 15. | GO TO THE TOP!!                                               |                               |  |
| 16. | Sakura Night Fever (桜ナイトフィーバー)                       | co-face A du 2e single major  |  |
| 17. | Kobushi no Hana (辛夷の花)                                    |                               |  |

| 1. | Icchōme Rock! (一丁目ロック!)               | Berryz Kōbō          |  |
| 2. | Koi no Jubaku (恋の呪縛)                    | Berryz Kōbō          |  |
| 3. | Maji Bomber!! (本気ボンバー!!)              | Berryz Kōbō          |  |
| 4. | This is Unmei (This is 運命)                | Melon Kinenbi        |  |
| 5. | Kawaii Kare (かわいい彼)                    | Melon Kinenbi        |  |
| 6. | Da Di Du De Do Da Di (ダディドゥデドダディ) | Morning Musume       |  |
| 7. | Seishun Gekijō (青春劇場)                   | Berryz Kōbō × °C-ute |  |

| 1. | Kobushi Factory Special Live 2016 Summer at OTODAMA SEA STUDIO |  |